# Crnodoli
Crnodoli este un sat din comuna Nikšić, Muntenegru. Conform datelor de la recensământul din 2003, localitatea are 118 locuitori (la recensământul din 1991 erau 116 locuitori).

## Demografie
În satul Crnodoli locuiesc 84 de persoane adulte, iar vârsta medie a populației este de 36,0 de ani (34,4 la bărbați și 37,4 la femei). În localitate sunt 34 de gospodării, iar numărul mediu de membri în gospodărie este de 3,47.
|  |

| Demografie | Demografie | Demografie |
| An         | Locuitori  | Locuitori  |
| ---------- | ---------- | ---------- |
|            |            |            |
|            |            |            |
|            |            |            |
|            |            |            |
| 1948       | 170        |            |
| 1953       | 205        |            |
| 1961       | 180        |            |
| 1971       | 130        |            |
| 1981       | 124        |            |
| 1991       | 116        | 116        |
| 2003       | 119        | 118        |

| \| Componența etnică conform recensământului din 2003[2] \| Componența etnică conform recensământului din 2003[2] \| Componența etnică conform recensământului din 2003[2] \| Componența etnică conform recensământului din 2003[2] \| Componența etnică conform recensământului din 2003[2] \| \| ----------------------------------------------------- \| ----------------------------------------------------- \| ----------------------------------------------------- \| ----------------------------------------------------- \| ----------------------------------------------------- \| \| \| \| \| \| \| \| Muntenegreni \| Muntenegreni \| \| 95 \| 80,5% \| \| Sârbi \| Sârbi \| \| 17 \| 14,4% \| \| necunoscută \| necunoscută \| \| 0 \| 0% \| |              |  |    |       |
| Componența etnică conform recensământului din 2003 |              |  |    |       |
| |              |  |    |       |
| Muntenegreni | Muntenegreni |  | 95 | 80,5% |
| Sârbi | Sârbi        |  | 17 | 14,4% |
| necunoscută | necunoscută  |  | 0  | 0%    |